# Dominikanerkloster St. Albert (Walberberg)

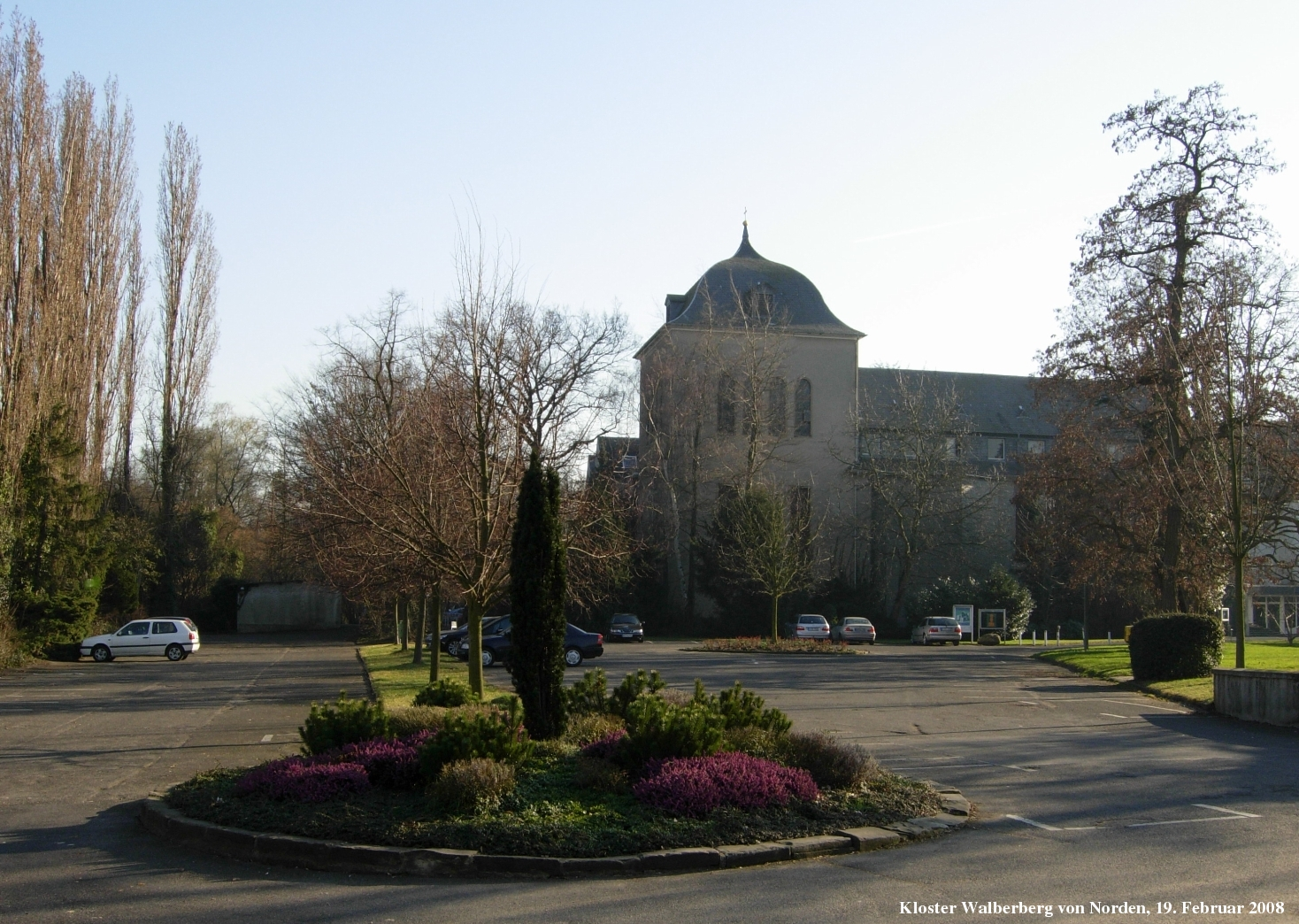

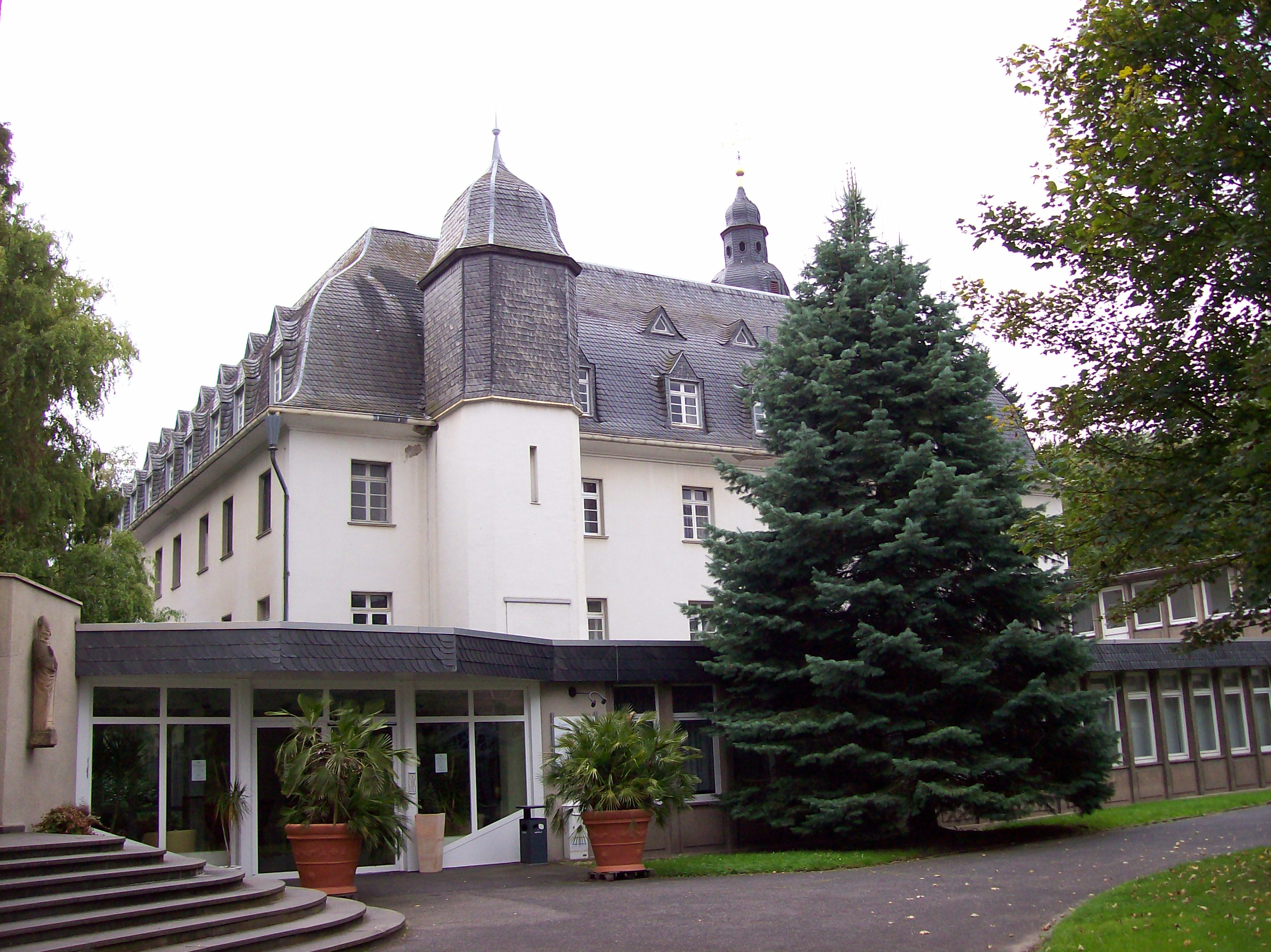

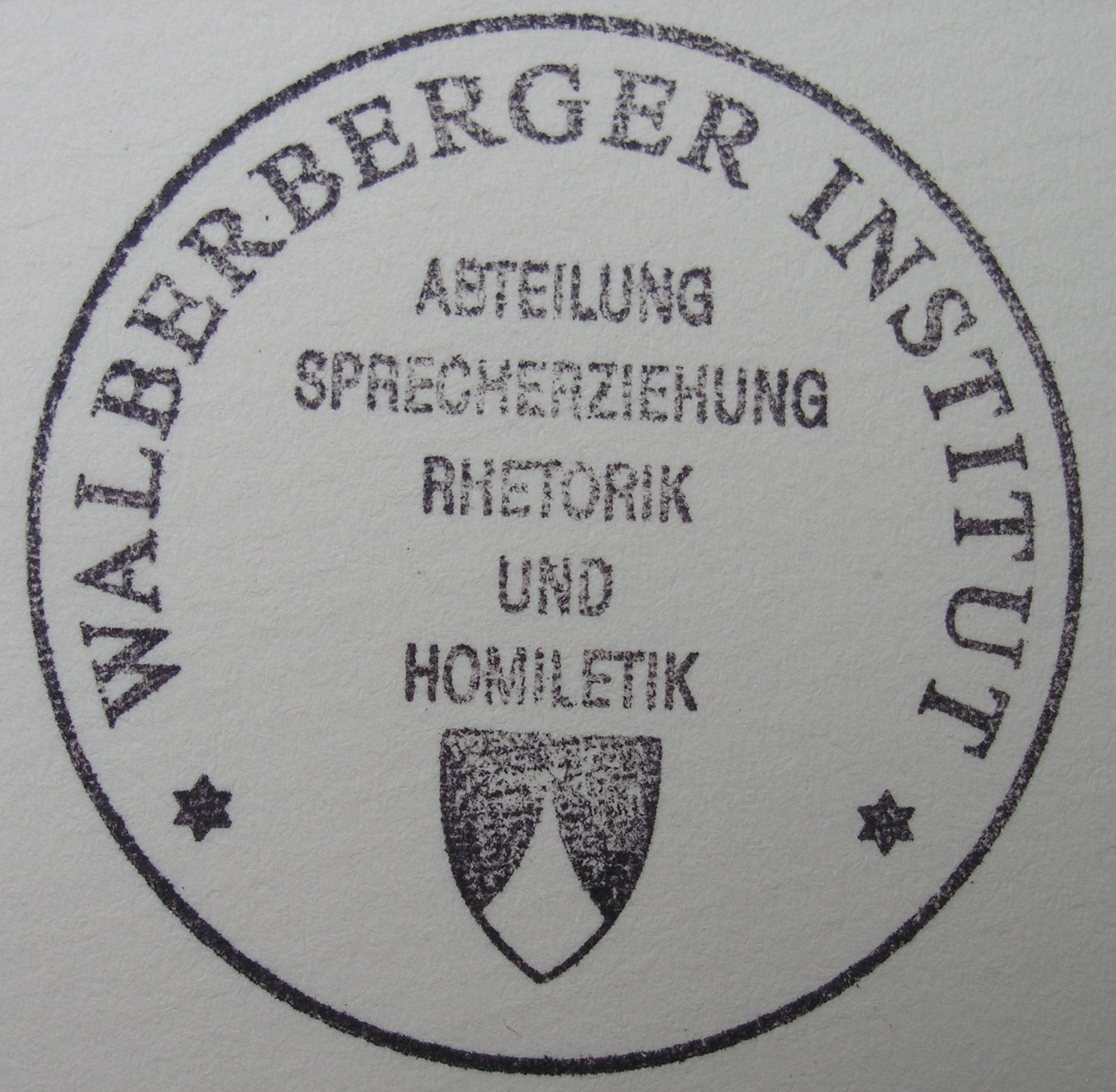

Das Dominikanerkloster Sankt Albert in Bornheim-Walberberg, zwischen Köln und Bonn am Hang des Vorgebirges oberhalb der Kölner Bucht gelegen, war ein Kloster der Dominikaner-Provinz Teutonia und bestand von 1925 bis 2007.

## Geschichte
Für die Klostergründung kaufte die Ordensprovinz 1924 die mittelalterliche Rheindorfer Burg aus dem Jahre 1140 oberhalb des Ortes Walberberg und baute sie um.
Das Leben im Kloster begann 1925. Das Haus wurde benannt nach dem gelehrten Dominikaner Albertus Magnus, 1280 in Köln gestorben und dort begraben. Es beherbergte von 1934 bis 1974 die Albertus-Magnus-Akademie als Philosophisch-Theologische Hochschule der Dominikaner. Nahezu alle deutschen Dominikaner absolvierten in dieser Zeit einen Teil ihres Studiums in Walberberg. Während des Krieges wurde die Klosteranlage als Lazarett genutzt, 1941 zugunsten des „Großdeutschen Reiches“ enteignet und 1945 dem Orden zurückgegeben. 1949 nahm die Albertus-Magnus-Akademie ihren Lehrbetrieb wieder auf.
In dem Kloster waren nach dem Zweiten Weltkrieg das „Walberberger Institut“, eine von P. Gilbert Corman OP und P. Eberhard Welty OP begründete Heimvolkshochschule der Dominikaner, sowie das von letztgenanntem begründete Institut für Gesellschaftswissenschaften untergebracht, das später von P. Heinrich Basilius Streithofen OP geleitet wurde und heute seinen Sitz in Bonn hat. Im Juni 1945 tagte im Dominikanerkloster Walberberg eine Programmkommission, die die Gründung der CDU mit vorbereitete. Dominikaner wie P. Eberhard Welty und P. Basilius Streithofen wirkten von Walberberg aus zur Zeit der Bonner Republik für verschiedene Parteien der Bundesrepublik als Ratgeber.
Am 25. November 2007 feierten die Walberberger Dominikaner zusammen mit ihrem Provinzial P. Hans-Albert Gunk OP und Brüdern aus allen Niederlassungen unter großer Anteilnahme vieler Gläubiger in der Klosterkirche den letzten feierlichen Gottesdienst. Mit Schreiben vom 31. Dezember 2007 hat der höchste Obere der Dominikaner, der Ordensmeister P. Carlos Azpiroz Costa OP, gemäß den Ordenssatzungen das Walberberger Dominikanerkloster St. Albert ordens- und kirchenrechtlich aufgehoben, nachdem das Provinzkapitel der Dominikaner im Oktober 2004 beschlossen hatte, das Kloster aus Kostengründen und wegen Nachwuchsmangel aufzugeben. Letzter Prior und Leiter des Walberberger Instituts war P. Rufus Keller OP.
Die ca. 160.000 Bände umfassende bedeutende Bibliothek des Klosters befindet sich jetzt als Dauerleihgabe in der Erzbischöflichen Dom- und Diözesanbibliothek in Köln, wo sie für den öffentlichen Leihverkehr zur Verfügung steht. Zum 1. März 2008 wurde der Klosterkomplex an eine private Unternehmensgruppe verkauft, die Einrichtungen im Bereich Betreutes Wohnen, Pflege, Hotel und Gastronomie betreibt. Von 2008 bis 2011 war in dem Gebäude das Walberberger Heimatmuseum untergebracht, das sich seit März 2012 im Walberberger Pfarrzentrum im „Haus im Garten“ befindet.